# Odon (sculpteur)
Pour les articles homonymes, voir Odon.
 (novembre 2007).
Si vous disposez d'ouvrages ou d'articles de référence ou si vous connaissez des sites web de qualité traitant du thème abordé ici, merci de compléter l'article en donnant les références utiles à sa vérifiabilité et en les liant à la section « Notes et références ».
Guy Houdoin, qui prend en 1997 le pseudonyme de Odon, né au Mans le 1er novembre 1940 et mort le 6 avril 2017 dans le 15e arrondissement de Paris,, est un artiste plasticien français. 

## Biographie
Guy Houdouin est né le 1er novembre 1940 au Mans, où il passe son enfance. Il est le deuxième d’une famille de cinq enfants. Jusqu'en 1956, sa scolarité est chaotique, il redouble plusieurs classes : « trois classes de 7e et deux de 4e, si ! si ! », précise Odon[Où ?].
Il fait des études artistiques à Angers, Tours puis Paris où il obtient un diplôme aux Beaux Arts.  Il obtient aussi le Diplôme national supérieur de gravure avec mention[réf. nécessaire]. C'est vers ces années qu'il rencontre Colette Tessier qu'il épousera quelques années plus tard. Avec sa famille il voyage souvent en Belgique et aux Pays-Bas et visitera des musées comme le Stedelijk Museum Amsterdam.
Il passe l'été 1960 sur la Côte d'Azur et à Aix-en-Provence en compagnie de Colette. Il est reçu par André Masson, qui loge à proximité, et lui montre ses lavis. Masson lui donnera des conseils : « En dessin, pour que le trait soit vivant, faites deux lignes parallèles si vous le désirez, mais jamais trois »[réf. nécessaire]. Au cours des années suivantes, il reverra Masson à plusieurs reprises à Paris, à son domicile de la rue de Sévigné. 
En 1961, il obtient un poste de professeur d’Arts Plastiques au Mans, à l’Institution Saint-Louis et au collège des Perrais à Parigné-le-Pôlin. Le 2 décembre il épouse Colette Tessier. 
À partir de 1961, il installe son atelier au Mans dans une école désaffectée. À partir de cette période, il se rendra régulièrement à Paris pour visiter les galeries, les musées (surtout celui d’Art Moderne).  
En 1962 pendant l'été, le couple voyage en Italie. Il visite la Biennale de Venise et découvre Manessier qui obtient cette année-là le Grand Prix de peinture. Il découvre des mosaïques de Ravenne. Le couple poursuit (en 2 CV) leur voyage vers la Grèce où il visite Corfou et Athènes. 
Le 19 février 1963 nait au Mans l'unique enfant du couple, une fille prénommée Céline.  
Durant l'été 1964, le famille fait un séjour en Espagne et rencontre Salvador Dalí à Cadaqués. Quatre ans plus tard, Odon voyage avec son épouse au Maroc.
En 1971, ils vont à New York. Odon séjourne à l’hôtel Léo House, 23e rue, dans le quartier de Chelsea où se retrouvent Arman et les nouveaux réalistes venus d’Europe. Il rencontre Pierre Jacquemon et Mohammed Khalil (qui sera son imprimeur) et côtoie Louise Nevelson. Il rencontre également Mike Siegal, ingénieur du MIT et étudiant en médecine avec lequel il noue une amitié durable. Mike Siegal sera plus tard le cardiologue de l’artiste.
Il rencontre Bengt Lindström qui lui fait connaître la galerie Marbach où il expose cette année-là. Il se liera par la suite avec Urs Baerlocher, le petit-fils de Mme Marbach, qui deviendra un de ses principaux collectionneurs.
Durant l'année 1973, le couple séjourne une année à Bruxelles. Durant cette année il réalise des expositions comme à la Galerie Montjoie. Stéphan Jansen[Qui ?] lui achète une grande peinture. Il expose à l' Université Columbia de New York. Son ami Calder l’invite à passer une journée à Saché.
L'année suivante, en 1974, le couple retourne au Mans. C'est le début de longs et fréquents séjours à New York et aux États-Unis. Ils voyagent en Suède et en Norvège et rencontre Eide Westin[Qui ?] qui lui achète une vingtaine d’œuvres. Il expose à Philadelphie a l'Université Temple et à New-York a l'Union Carbide Building l'année suivante. Il collabore avec J.-M. Haessie et Jacques Soisson. Jacques Kaplan lui achète toute l’exposition et le couple séjournent chez les Logan.
En 1976, Odon et Colette s’installe à Nogent-sur-Marne, à la lisière du bois de Vincennes. C'est le début des tressages. Le couple continue ses voyages, cette fois-ci en Suède ; il expose à Uddevalla et à Uppsala. L'année suivante il voyage à Londres et expose au Studio Four. Odon et Colette réalisent leur premier voyage en Inde avec leur fille Céline. 
En 1978, en France, ils achètent une ancienne imprimerie qui sera à la fois son habitation et son atelier. Il se lie avec Pierre Restany. Odon expose durant cette année à New York, en Suisse et à Paris avec l’aide de la Galerie Marbach. Il rencontre Iris Clert, qui l’exposera à la Foire internationale d'art contemporain en 1980.
Il rencontre en 1981 le critique d’art Gilbert Lascault avec lequel il se lie d’une amitié durable. Deux ans plus tard, il participe à l’exposition « Nœuds et ligatures » invité par son ami. Trois ans plus tard en 1984, il réalise un deuxième voyage en Inde à Bhavnagar. Il découvre l’Inde du Sud et le Sri Lanka. Au cours de ce voyage, Odon et Colette visitent des moulins à papier qui les impressionnent fortement et décident d'exposer à Bombay. Il réalise un échange d’œuvres avec la tribu Warli.
Son ami Jack Larsen l'aide à organiser en 1995 l'exposition « Three Artists, Three Media, Three Continents ». La même année, il rencontre le peintre Philippe Guesdon, avec lequel il se lie.
En 1996, il expose au musée de Chartres des Métissages. L'année suivante, après des recherches pour que l’écriture de son nom ne soit plus écorchée et soit simplifiée, il découvre Odon de Cluny, deuxième abbé de Cluny, Sarthois comme lui, et la rivière normande l’Odon. Désormais, et de façon inopinée, il sera Odon.
Pendant deux ans (1997-1998), il expose au Musée d’Art Moderne de Troyes.
L'année 1999 est une année sombre. Sa fille a eu trois enfants (Victor, Janice et Lennie) mais meurt à la clinique Sainte-Marie à Angoulême. Elle est âgée de 36 ans.
Odon voyage au Québec où il est reçu par Carole Simard-Laflamme et expose à Saint-Lambert. Il rencontre Roger Boulay, le conservateur au Musée des Arts africains, océaniens et amérindiens, qui lui présente Marie-Claude Tjibaou. Il est fait Citoyen d'honneur par la ville de Saint-Lambert, au Québec.
Marie-Claude Tjibaou l'invite et le couple séjourne un mois en Nouvelle-Calédonie au cours duquel Odon travaille avec les Kanaks. Au retour de Nouméa, ils vont à Sydney et en 2002, il fait une exposition au Musée de Lodève. À l’occasion de la première étape de l’exposition au Mans, à l’Abbaye de l'Épau, désormais restaurée, Odon reçoit le Prix de l’Académie du Maine[réf. nécessaire].
Une nouvelle exposition à lieu au Musée Janina Monkute-Marks de Kėdainiai, en Lituanie en 2005.
En 2007, Odon souffre de problèmes cardiaques. La même année, il est fait chevalier de l'Ordre des Arts et des Lettres. 
Il meurt en 2017 à 76 ans.

## Expositions
- 2006 : Musée de Lodève : Racines au ciel
- 2007 : Musée des Beaux-Arts de Châlons-en-Champagne : Odon, écritures célestes
- 2008 : Musée département de l'Oise : Odon, maître du lieu
- 2009 : Musée de Châteauroux : Odon, papiers d'éternité, au couvent des Cordeliers du 21 mars au 31 mai
- 2012-2013 : Monastère royal de Brou de Bourg-en-Bresse : Odon tressages d'éternité du 19 octobre 2012 au 20 février 2013
- 2013 : Cathédrale et chapelle du musée de Cahors : Sursum corda du 6 juillet au 15 septembre
- 2017 : Palais de l'Europe, Menton : Odon, Couleurs et murmures

## Collections publiques
- Angers, Musée Jean-Lurçat et de la tapisserie contemporaine[réf. nécessaire]
- Vannes, Musée des beaux-arts La Cohue[9]